# First Group
Pour les articles homonymes, voir First.

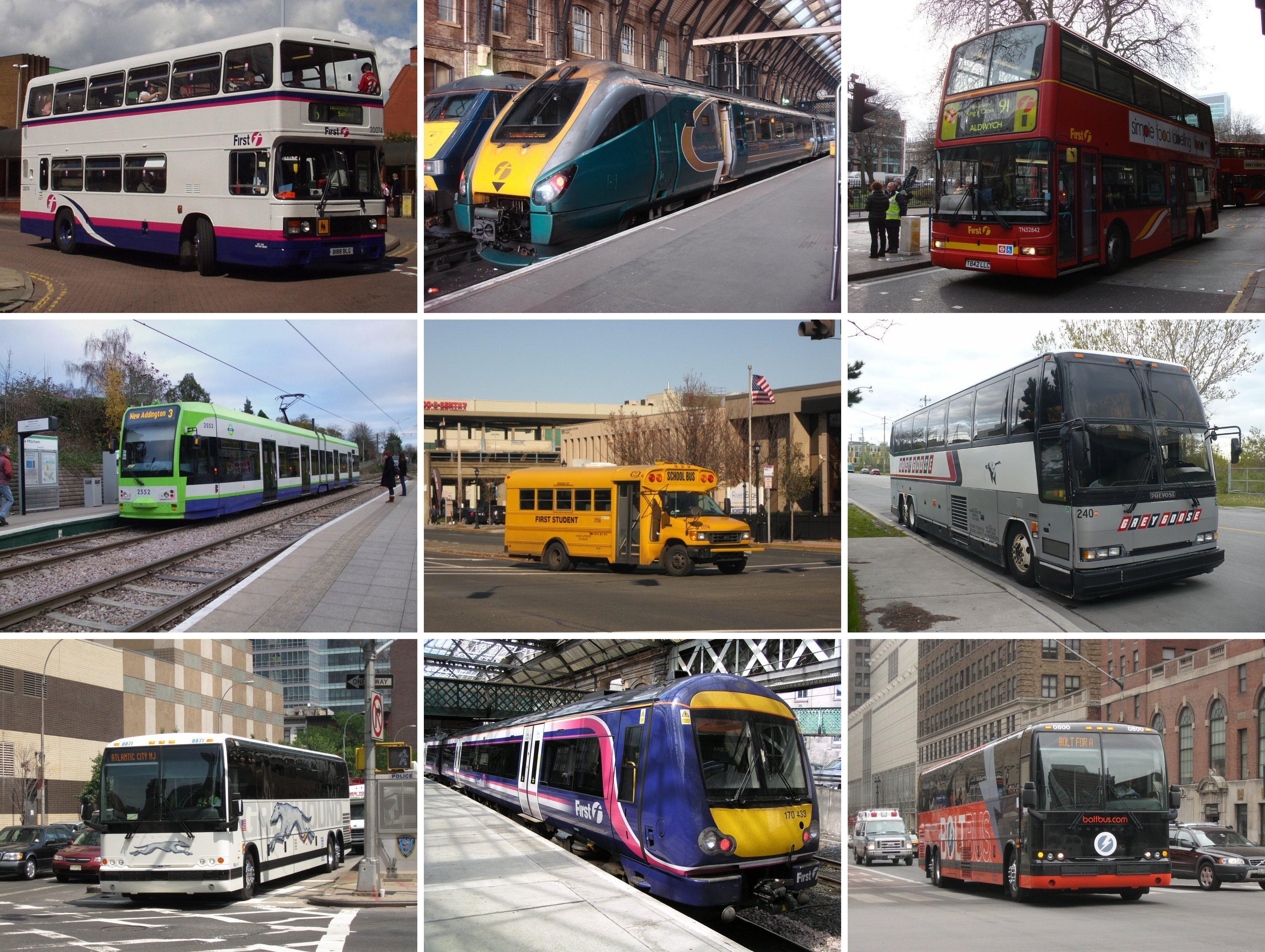
Mosaïque de services offerts par First Group en Europe et en Amérique du Nord.

First Group PLC est un groupe privé britannique spécialisé dans le transport public de voyageurs, présent au Royaume-Uni et en Irlande. Son siège se trouve à Aberdeen, en Écosse.

## Histoire
La société a été créée en juin 1995, sous le nom de FirstBus par la fusion de deux sociétés d'autobus, BadgerLine et GRT Bus. En 1998, le groupe a été rebaptisé First Group à l'occasion de son entrée dans le secteur ferroviaire à la suite de la privatisation de British Rail. Peu après, l'entreprise a commencé l'exploitation du réseau de tramways, Tramlink à Londres.
En 2004, il a obtenu la franchise ScotRail, pour exploiter des trains en Écosse, où il a déjà une part plus que dominante dans les services de bus, et disposait déjà de la nouvelle concession du TransPennine Express. Il a toutefois perdu la concession First North Western en décembre 2004, lorsque cette concession a été fusionnée avec celle d'Arriva Trains Northern pour former la nouvelle franchise Northern Rail.
Le groupe était également propriétaire de la société New World First Bus (NWFB) de Hong Kong, conjointement avec NWS Holdings Limited. Au début de l'année 2004, cette société a été rachetée par Chow Tai Fook.
En avril 2021, First Group annonce la vente de ses activités en Amérique du Nord pour 4,6 milliards de dollars à un fonds d'investissement.
En octobre 2021, FlixBus achète Greyhound pour 172 millions de dollars (près de 148 millions d’euros) à Firstgroup, qui compte alors en Amérique du Nord 2 400 destinations avec près de seize millions de passagers par an.

## Image de marque
First Group a une très forte marque et la plupart des noms des services qu'elle exploite commencent tous par First, comme First Great Western, First Badgerline et First Thamesway. First a éliminé toutes les marques locales  de ses services de bus - les véhicules arborent tous la marque 'First' dans l'ensemble du Royaume-Uni. Ses couleurs officielles sont le blanc, le rose et le gris, et la majorité du matériel roulant, bus ou trains, est maintenant habillée de ces couleurs (à l'exception toutefois des bus de Londres qui conservent leur traditionnelle livrée rouge).
Le groupe réalise un bénéfice estimé à plus de 100 millions de livres[Quand ?], et a été critiqué en plusieurs régions pour la piètre qualité de ses services et son penchant trop poussé à chercher à gagner de l'argent aux dépens des voyageurs.